# Ernesto Guevara Lynch
Ernesto Rafael Guevara Lynch (Buenos Aires, 11 de febrero de 1900 – 1 de abril de 1987) fue un empresario y biógrafo argentino, padre de Ernesto Che Guevara.

## Biografía
Ernesto Rafael Guevara pertenecía a la clase alta argentina en la que su bisabuelo, Patricio Julián Lynch y Roo, había sido considerado el hombre más rico de Sudamérica.[cita requerida]
Guevara pudo llevar una vida económicamente desahogada gracias a las rentas que obtenía de la herencia recibida de sus padres.
Estudió arquitectura, pero abandonó la carrera al casarse con Celia de la Serna (1906-1965). Algunas biografías le atribuyen incorrectamente el título de ingeniero, e ideología socialista.
Al nacer su hijo, acababa de comprar, con parte de la herencia de su esposa Celia, de clase alta, una importante plantación de yerba mate en Caraguatay, una zona rural de la provincia de Misiones, en el área de Montecarlo, a unos 200 km al norte de la capital Posadas, sobre el río Paraná.
En aquellos tiempos los trabajadores de los yerbatales, conocidos como mensúes, estaban sometidos a un régimen de explotación laboral prácticamente de esclavitud, según ilustra la novela El río oscuro, de Alfredo Varela, sobre la que se realizó la película Las aguas bajan turbias, ambientada en el trabajo de los yerbatales de aquellos años. La propiedad fue bautizada con el nombre de La Misionera y su explotación llevó a instalar luego un molino yerbatero en Rosario.
Guevara también obtenía ingresos del astillero Río de la Plata, que era propiedad de varios miembros de su familia, y estaba ubicado en San Fernando, Buenos Aires, hasta que resultó incendiado en 1930. Sin embargo, estos negocios no permitieron a la familia prosperar lo suficiente por lo que resolvieron la venta del yerbatal, en los años cuarenta, para instalar una inmobiliaria y comprar casa en Buenos Aires. En Córdoba, Ernesto padre instaló con un socio una empresa de construcción civil que quebró en 1947.
En 1948, recibió otra importante herencia tras la muerte de su madre, Ana Isabel Lynch Ortiz. Se volvió a casar y tuvo tres hijos. En 1987 escribió un libro titulado Mi hijo el Che. Murió el 1 de abril de 1987.
Su hermano Roberto Guevara Lynch es a quien muchos adjudican el disparo que recibió el cantante Carlos Gardel la noche del 10 al 11 de diciembre de 1915 a la salida del Palais de Glace.